# Maracanã Stadion
A Maracanã Stadion (hivatalos nevén: Estádio Jornalista Mário Filho) egy stadion Rio de Janeiróban, Brazíliában. Egy brazíliai újságíró emlékének tiszteletére nevezték így el. A Maracanã becenevet egy közeli patakról kapta. Ez a stadion összeforrt a brazil labdarúgás történelmével. Raphael Galvao és Pedro Paulo Bernardes Bastos tervei alapján épült fel. Rio de Janeiro állam tulajdonában van a stadion, ami 1950-ben nyitotta meg kapuit. A hatalmas aréna kevesebb, mint két év alatt épült fel, az 1950-es világbajnokságra. A döntőben rekordszámú közönség gyűlt össze, 199 854 fő. A világesemény után több futballklub is hazai arénájaként használta, mint Botafogó, Flamengó, Fluminense és Vasco da Gama. Később egy katasztrófa után a stadion befogadóképessége 88 992 főssé csökkent, de így is a legnagyobb stadion Dél-Amerikában.

## Története
A stadion megépítésének ötlete az 1950-es világbajnokság miatt merült fel. Hét brazil építész működött közre megtervezésén. Az első kapavágások 1948. augusztus 2-án történtek meg, majd 1950. június 16-án átadták az új stadiont, igaz még befejezetlenül. A nyitómérkőzésen Rio de Janeiro All-Stars verte São Paulo All-Starsot 3-1-re. Kétszázezer állónéző szurkolt a mérkőzésen, ami még építési területként nézett ki. Befejezetlen létére a FIFA engedélyt adott a világbajnokság nyitómérkőzésére, ahol Brazília verte Mexikót.
A döntőt is itt rendezték. Uruguay diadalmaskodott a házigazdákon, nagy megrökönyödésre. 1965-ben lett a stadion véglegesen befejezve. A világbajnokság után főleg klubcsapatok használták a stadiont. 1966-ban Mário Filho, brazil újságíró halála után keresztelték át a stadiont Estádio Jornalista Mário Filhónak, de a köztudatban továbbra is Maracanã becenév maradt meg. 1992. július 19-én a stadion szerkezete összeomlott, 3 szurkoló meghalt és 50 megsérült. A katasztrófa utána az európai angol események mintájára beszékezték a lelátókat. 1998 védett műemlékké nyilvánították.
A 2000-ben a létesítmény 50. évfordulóján tatarozáson ment keresztül ami növelte kapacitását. 2009 augusztusában tervbe került az 58 éves brazil futballszentély lebontása, mivel 2014-ben Brazília nyerte meg a világbajnokság megrendezésének jogát. Az 1950-es világbajnokságra építtetett stadionnak számos védelmezője van, ennek ellenére a szövetség új létesítményt tervez a helyére.